# Cross Country (livro)
O Dia da Caça (Cross Country em inglês) é o décimo quarto romance da série Alex Cross, do autor James Patterson. De acordo com o jornal americano Library Journal, foi o segundo livro de ficção mais emprestado nas bibliotecas dos Estados Unidos em 2009.

## Sinopse
O personagem principal da história Alex Cross, é chamado para averiguar um homicídio. E quando ele chega na cena do crime, depara-se como uma cena que nunca viu, de tão terrível que era. Ele deparou com uma família inteira morta dentro de casa, e o pior é que ele descobre, que uma das vítimas, era uma ex-namorada.
Inconformado, Alex Cross decide descobrir quem é o assassino, e pegá-lo a qualquer custo, sendo necessário viajar até a Africa, e lá ele terá que enfrentar muitos desafios, colocando em risco a própria vida[carece de fontes?].